# Ernst Ostermann
Ernst Ostermann (* 24. September 1889 in Ohlendorf; † 24. Juni 1970 ebenda) war ein deutscher Politiker. Er gehörte erst der NSDAP und der Sozialistischen Reichspartei (SRP), dann der FDP an.

## Leben
Ostermann entstammte einer alten Bauernfamilie, die seit 1519 auf dem Hof in Ohlendorf nachgewiesen wird. Er besuchte von 1895 bis 1904 die Volksschule in Mellinghausen und von 1907 bis 1909 eine Landwirtschaftsschule in Sulingen. Nachdem er die Schule verlassen hatte, arbeitete er in der Landwirtschaft und erlernte später das Müllerhandwerk. Er nahm am Ersten Weltkrieg von 1915 bis 1917 als Infanterist teil.
Zum 1. August 1929 trat er der NSDAP bei (Mitgliedsnummer 146.537), für die er 1934 als kommissarischer stellvertretender Kreisleiter tätig war. Von 1931 bis 1945 war er selbständiger Bauer und Müller. 1936 trat er der NSV und dem DRK bei, 1937 der DAF, der NS-Kriegsopferversorgung und dem Volksbund für das Deutschtum im Ausland sowie 1938 dem Reichskolonialbund und dem Reichsluftschutzbund. Zudem war er von 1933 bis 1945 Kreisbauernführer im Landkreis Grafschaft Diepholz.
Vom 20. April 1945 bis zum 7. Juli 1947 befand sich Ostermann in einem Internierungslager. Nach seiner Freilassung war er wieder als selbstständiger Landwirt und Müller tätig. Am 6. Dezember 1948 wurde er in Kategorie IV als „Mitläufer“ entnazifiziert.
Ostermann war in der zweiten Wahlperiode ab 6. Mai 1951 Mitglied des Niedersächsischen Landtages. Zunächst gehörte er bis zum 21. Januar 1952 der SRP an. Danach schloss er sich der FDP an. Nach dem Verbot der SRP durch ein Urteil des Bundesverfassungsgerichts vom 23. Oktober 1952 erlosch sein Mandat wie das aller anderen SRP-Fraktionsmitglieder (BVerfGE 2, 1). Im Landtag war er Mitglied im Ausschuss für Ernährung, Landwirtschaft und Forsten.